# Savònia

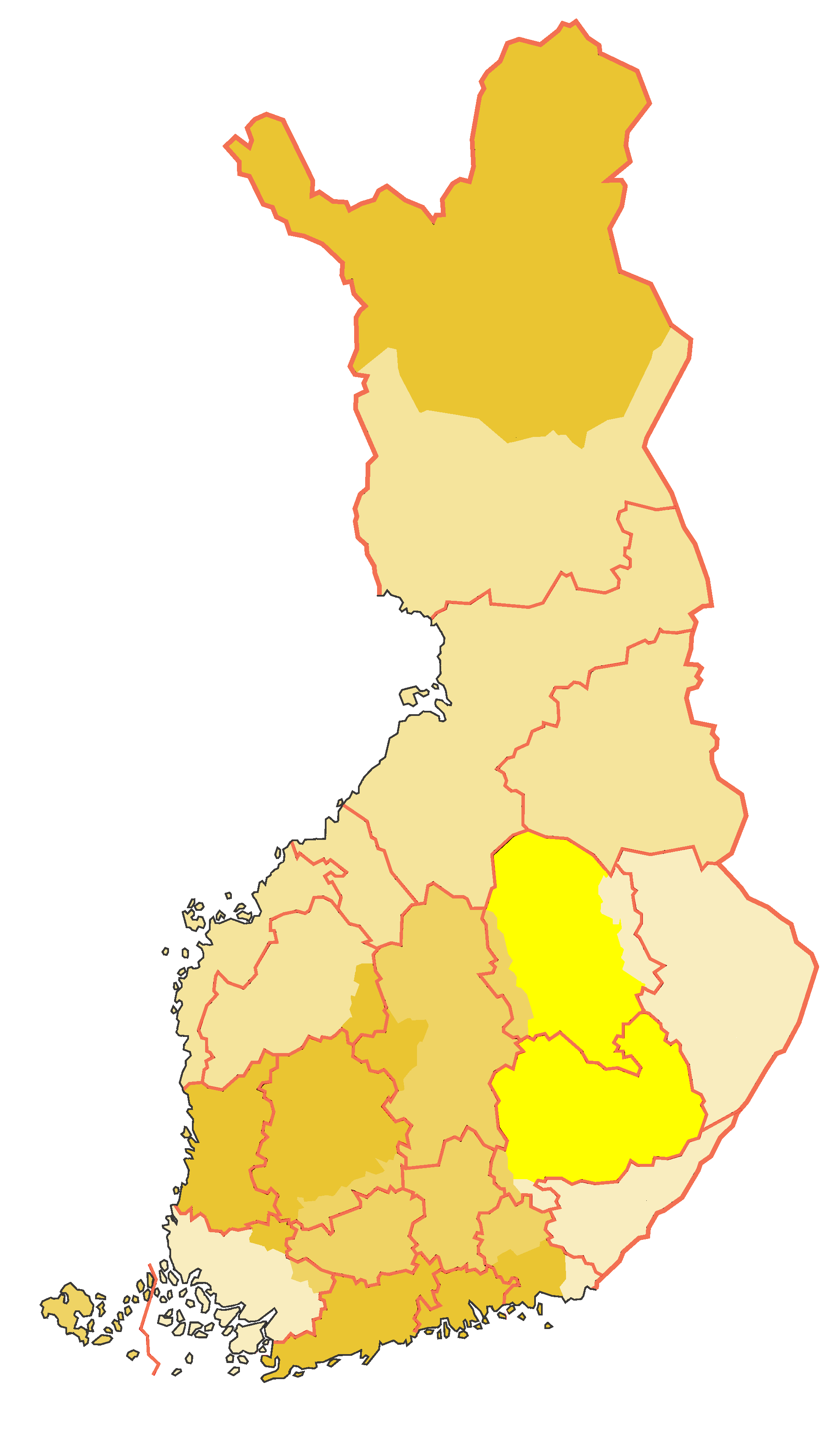
Província històrica de Savonia en groc brillant

Escut

Savònia (en finès Savo o en suec Savolax) és una província històrica a l'est de Finlàndia. Limita amb Uusimaa, Tavastia, Ostrobòtnia (Pohjanmaa en finès), i Carèlia (Karjala en finès).

## Administració
Savònia és compresa virtualment dins dels límits administratius de la província de Finlàndia Oriental i es divideix en les regions de Savònia del Nord i Savònia del Sud. Anteriorment, l'àrea va ser dividida entre la província de Kuopio i la província de Mikkeli.

## Història
La província de Savònia representa l'àrea original de savonians, una de les tribus fineses i cor del dialecte finès oriental. El poble de Savo tradicionalment practicava l'agricultura de crema de rostolls, i posteriorment se li afegiren colons d'Ostrobòtnia (Pohjanmaa en finès) i Kainuu, del sud-oest de Värmland i de l'est de Noruega. Posteriorment, colons savonians emigraren a la Carèlia Finlandesa, Íngria i Suècia (vegeu: finesos del bosc).
Savo, que havia estat part de Suècia a finals del segle xiii, es va separar de Suècia quan Finlàndia va ser cedida a l'Imperi Rus el 1809. Les províncies no tenen cap funció administrativa, però es consideren un llegat històric a ambdós països.

## Cultura
Savònia és el centre dels dialectes savonians de la llengua finesa, però el dialecte es parla en una regió molt més gran.

## Famosos savonians
- Urho Kekkonen
- Erkki Liikanen
- Paavo Lipponen
- Spede Pasanen